# Altino (Vêneto)
Altinum foi uma cidade itálica que foi abandonada a partir do século V por causa de invasões bárbaras.